# Montferrand-le-Château
Montferrand-le-Château é uma comuna francesa na região administrativa de Borgonha-Franco-Condado, no departamento de Doubs. Estende-se por uma área de 7,48 km². Em 2010 a comuna tinha 2 213 habitantes (densidade: 295,9 hab./km²).